# Јуниверсити Хајтс (Охајо)
Јуниверсити Хајтс (енгл. University Heights) град је у америчкој савезној држави Охајо.

## Демографија
По попису из 2010. године број становника је 13.539, што је 607 (-4,3%) становника мање него 2000. године.
| Група             | 2000.          | 2010.         |
| Белци             | 10.532 (74,5%) | 9.497 (70,1%) |
| Афроамериканци    | 2.916 (20,6%)  | 3.133 (23,1%) |
| Азијати           | 240 (1,7%)     | 326 (2,4%)    |
| Хиспаноамериканци | 221 (1,6%)     | 374 (2,8%)    |
| Укупно            | 14.146         | 13.539        |